# Tessères de Verpeja
Verpeja Tesserae
Pour les articles homonymes, voir Verpeja.
Les tessères de Verpeja (désignation internationale : Verpeja Tesserae) sont un ensemble de terrains polygonaux situé sur Vénus dans le quadrangle d'Henie. Il a été nommé en référence à Verpeja, déesse du fil de la vie.